# Conservatori de Leipzig

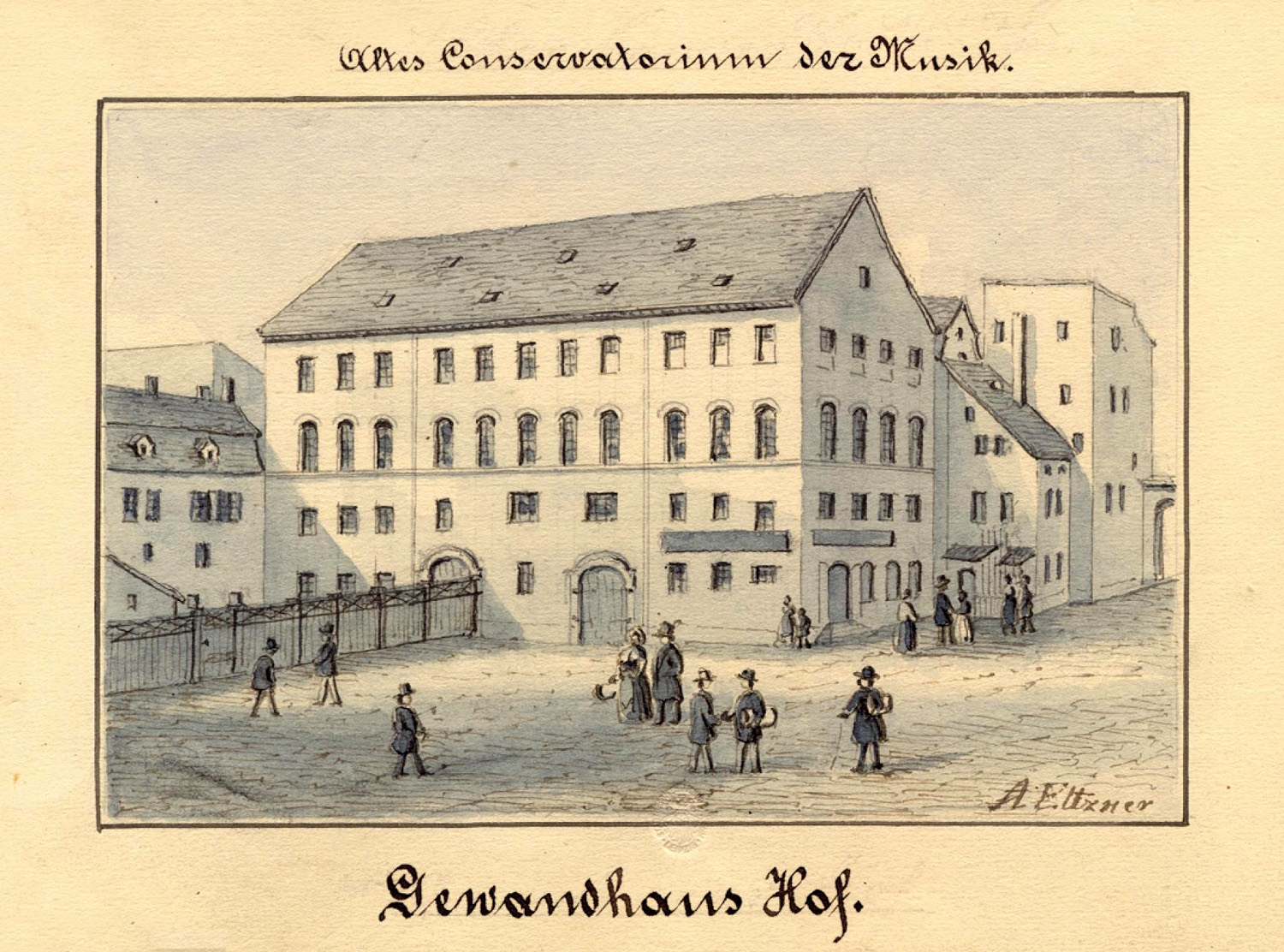
Postal de l'antic Conservatori de Leipzig

El Conservatori de Leipzig és un institut d'estudis musicals de fama universal, on hi han estudiat al llarg de la seva història la majoria de músics coneguts arreu del món.

## Creació i desenvolupament en elseglexix
A mitjans del segle xix, Leipzig era una ciutat de la música de la màxima importància. El tradicional St Thomas Choir, l'Orquestra de la Gewandhaus, fundada el 1781, nombrosos editors reeixits fincats aquí, els compositors, virtuosos i escriptors sobre música dominaven l'ambient cultural especial de música de la ciutat. Des de la dècada de 1830, que persegueix una personalitat diferent, la idea de fundar una escola per a músics a Leipzig. La seva realització es va posar al seu abast, 1839 per la Royal Saxon Oberhofgerichtsrat de Heinrich Blümner. El rei Frederic August II va deixar una suma de 20.000 ducats per promoure un institut d'art o de la ciència. A instàncies de la llavors Orquestra Gewandhaus, dirigida per Felix Mendelssohn Bartholdy (1809-1847), el Conservatori de Música de Leipzig es va obrir com la primera institució d'educació superior per als músics en el que avui és Alemanya el 2 d'abril de 1843.
Per a donar-li anomenada, Mendelssohn va aconseguir pel Conservatori, el cantor de Sant Tomàs en Moritz Hauptmann (1792-1868), l'organista Carl Ferdinand Becker (1804-1877), el concertino de la Gewandhaus Ferdinand David (1810-1873), el pianista Ignaz Moscheles (1794-1870) i durant un breu període el compositor Robert Schumann (1810-1856). La instal·lació ràpidament es va fer coneguda a escala internacional. Els estudiants, homes i dones van venir de molts països d'Europa i aviat dels EUA. Particularment existien estretes relacions amb el Regne Unit, on el nom de Mendelssohn era molt conegut per les gires de concerts llargues i probablement també Ignaz Moscheles que hi havia treballat durant diversos anys. Una selecció particularment de bona reputació tenia el Conservatori d'Escandinàvia. L'estudiant noruec Edvard Grieg més notable, que va estudiar a Leipzig (1858-1862).
Durant gairebé quaranta anys, la institució educativa es trobava al pati de les antigues Gewandhaus. Quant el 1885, l'Orquestra de la Gewandhaus es va mudar a una nova sala de concerts al districte de la música de nou desenvolupament, aquesta ocasió va ser fins i tot pensant en un edifici envidriat privat. Gràcies a una donació del 1884 feta pel metge mort Justus, va ser el 1887, dissenyat l'edifici de la llum d'Hugo per obrir a Grassistrasse. La nova proximitat espacial entre Gewandhaus s'hi reflecteix al Conservatori fins avui, continuant l'estreta col·laboració entre les dues institucions. Mentre que en els primers dies de l'hivern, només un nombre limitat de temes podria ser ofert (piano, violí, orgue, cant, teoria de la música), l'espectre de l'ensenyament es va estendre als instruments de l'orquestra estàndard en el segle xix. Hi havia també una òpera i una escola organista de curta durada.